# Тозо, Марио
Марио Тозо (итал. Mario Toso; род. 2 июля 1950, Мольяно-Венето, Италия) — салезианец, итальянский прелат. Титулярный епископ Бизарцио с 22 октября 2009 по 15 января 2015. Секретарь Папского Совета справедливости и мира с 22 октября 2009 по 15 января 2015. Епископ Фаэнца-Модильяны с 15 января 2015.